# مالكوم إتش تشيشولم
مالكوم إتش تشيشولم (بالإنجليزية: Malcolm Chisholm)‏ هو كيميائي وأستاذ جامعي بريطاني، ولد في 15 أكتوبر 1945 في مومباي في الهند، وتوفي في 20 نوفمبر 2015 في وورثينغتون في الولايات المتحدة.